# Grand Prix de la ville de Modène
Le Grand Prix de la ville de Modène  (en italien : Gran Premio Città di Modena) est une course cycliste italienne disputée autour de Misano Adriatico ou Modène, dans la province de Rimini, en Émilie-Romagne. Également appelé Memorial Viviana Manservisi et Gran Premio Città di Misano - Adriatico, il a été créé en 1996 avant de refaire son apparition dans le calendrier en 2004. La course fait partie de l'UCI Europe Tour de 2005 à 2010, en catégorie 1.1. L'édition 2009 est annulée avant d'être réorganisée dès 2010 en catégorie 1.1 sous le nom GP Citta di Modena - Viviana Manservisi. L'édition 2011 est elle aussi annulée pour des raisons économiques et la course n'est plus organisée depuis.

## Palmarès
| Année | Vainqueur                 | Deuxième           | Troisième          |
| ----- | ------------------------- | ------------------ | ------------------ |
| 1996  | Nicola Minali             | Fabrizio Guidi     | Claudio Chiappucci |
| 2004  | Krzyszof Szczawinski      | Bo Hamburger       | Dario Frigo        |
| 2005  | Guillermo Rubén Bongiorno | Paride Grillo      | Brett Lancaster    |
| 2006  | Daniele Bennati           | Enrico Degano      | Paride Grillo      |
| 2007  | Danilo Napolitano         | Paride Grillo      | Giuseppe Palumbo   |
| 2008  | Alessandro Petacchi       | Mauro Abel Richeze | Enrico Rossi       |
| 2009  | Course annulée            |                    |                    |
| 2010  | Francesco Chicchi         | Manuel Belletti    | Elia Viviani       |